# アメリカン・ラフランス
アメリカン・ラフランス (American LaFrance) は、アメリカ合衆国のサウスカロライナ州サマービルに本社を置く自動車メーカーである。主に消防車、はしご車、救急車などを製造していた。この分野においてはアメリカ大手の製造会社であったが、2014年1月17日に操業を終了した。
また、カナダのオンタリオ州トロントでも工場を運営しており、1971年まで「ラフランス・フォアマイト」として機器も販売していた。
日本語カタカナ表記としては「アメリカン・ラ フランス」や「アメリカン・ラ・フランス」というものも見受けられる。

## 歴史
アメリカン・ラフランスはアメリカ合衆国でも最も古い消防車製造業社の1つである。
1832年にノースカロライナ州で創業し、1995年にはフレイトライナー・トラックスに買収され、傘下となった。
2008年に連邦倒産法第11章が適用され再建計画が提出されたが、2014年1月17日に操業を終了した。

## 日本との関連
1939年に日本製消防ポンプ車の製造が始まるまで、日本は国外から消防ポンプ車の輸入を行っていたが、1917年に東京市が購入したのが、アメリカン・ラフランス社製の消防ポンプ車である。
富山県富山市でも輸入した実績があり、この地方では消防車の事を「ラフランス」と呼ぶ場合もある。

## ギャラリー

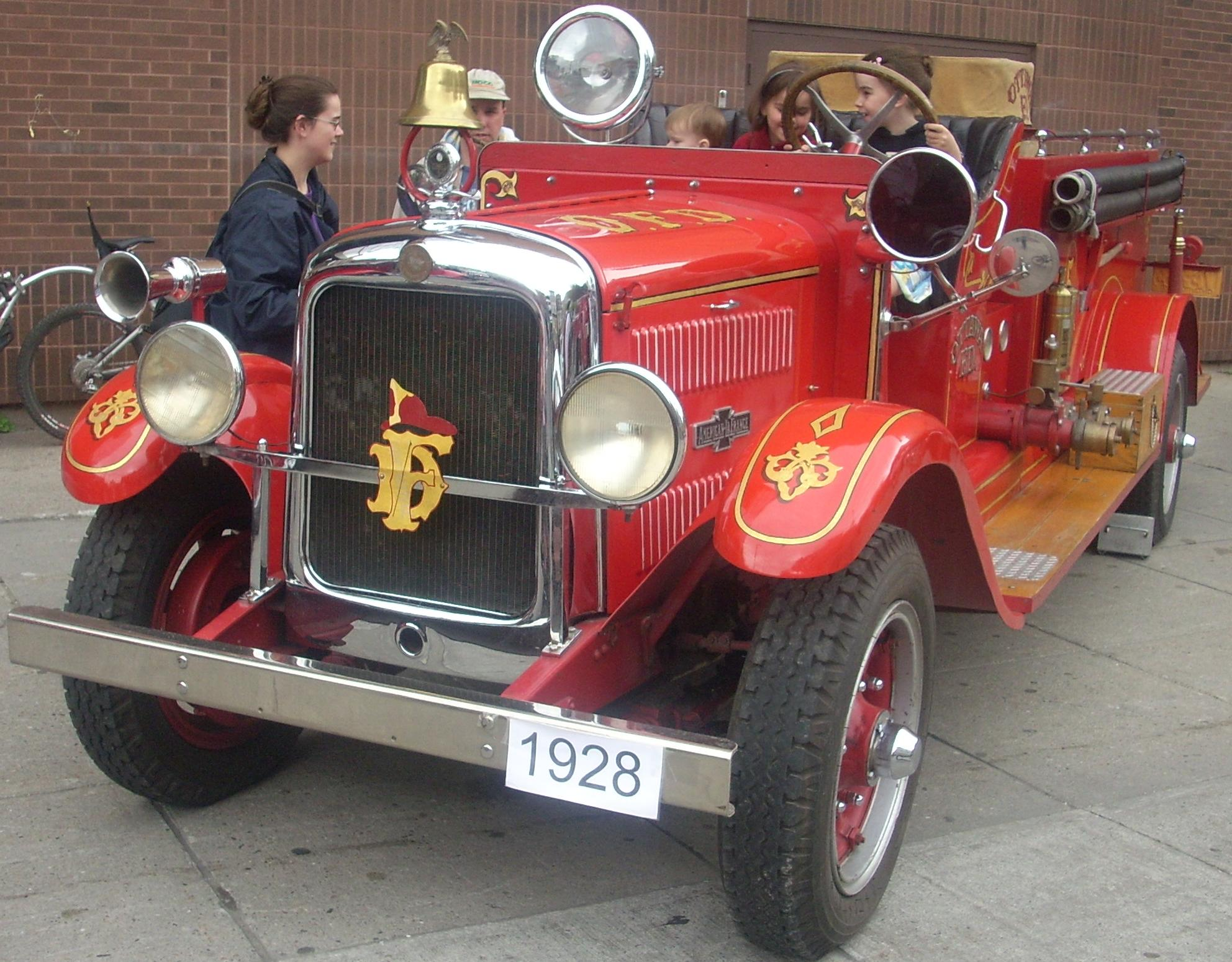
1928年製の消防車
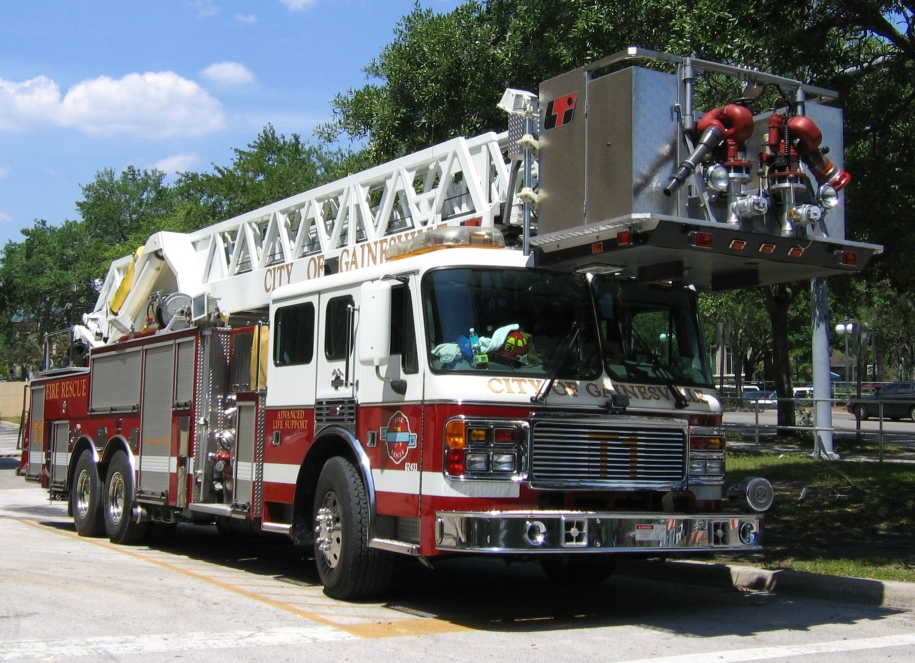
はしご消防車
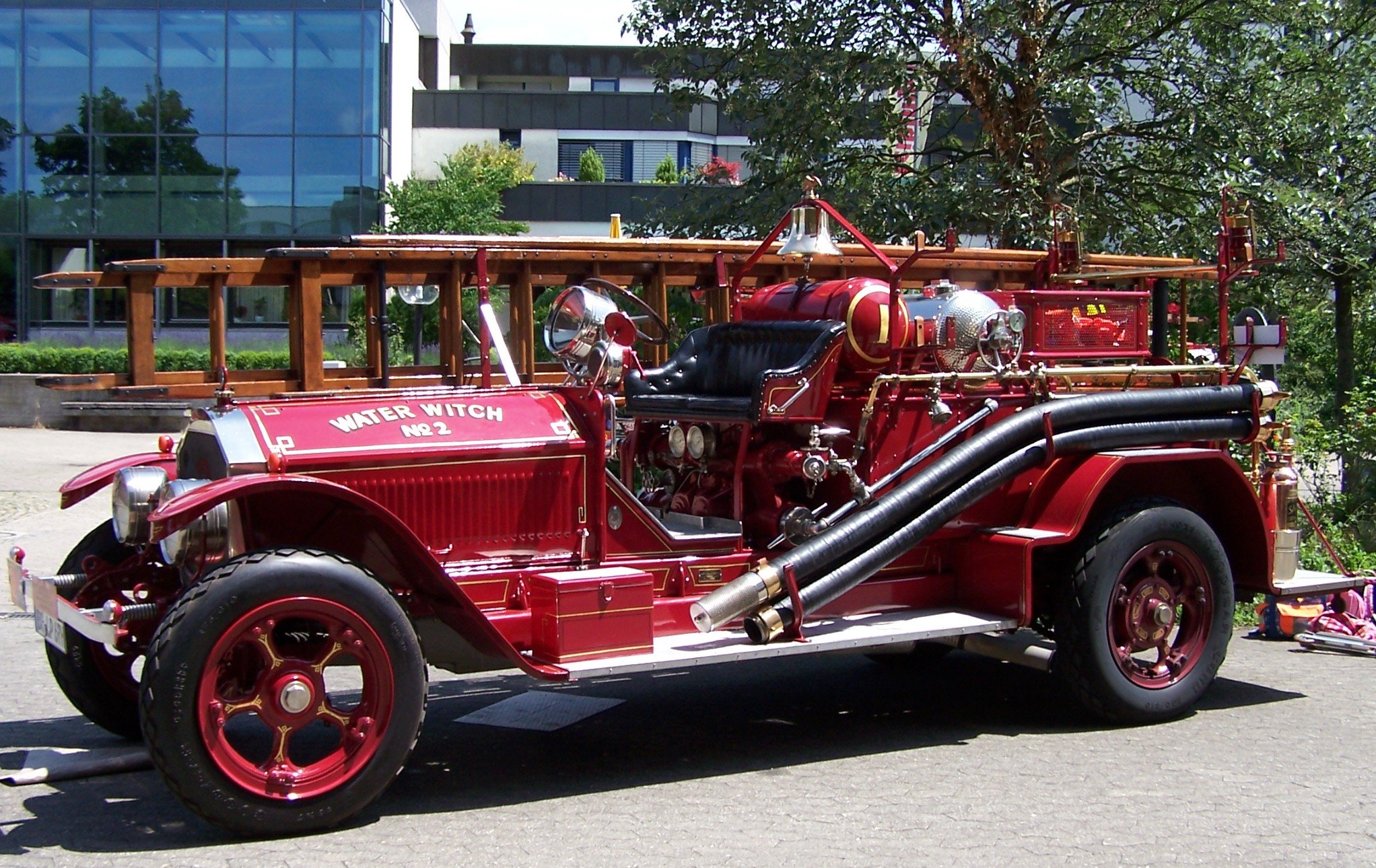
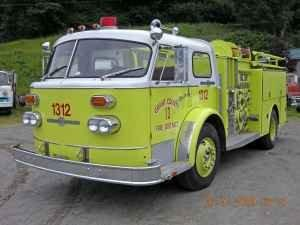
1970年製の消防車 900シリーズ